# Céleste-Thérèse Couperin
Pour les articles homonymes, voir Couperin.
Céleste-Thérèse Couperin (Paris, 1792 - Paris 20e, 14 février 1860) est une musicienne française, principalement connue pour être la dernière représentante de la célèbre famille Couperin de compositeurs et organistes.
C'était la fille unique de Gervais-François Couperin et de son épouse Hélène Thérèse Frey (1775–1862). Suivant la tradition familiale séculaire, elle devint musicienne en tant qu'organiste, pianiste et chanteuse. 
À la mort de son père en 1826, elle le remplaça quelques mois à la tribune d'orgue de l'église Saint-Gervais dont les membres de sa famille étaient titulaires depuis plus de 170 ans. Elle était la première femme à occuper ce poste. Un autre titulaire, Jean-Nicolas Marrigues, fut bientôt nommé. 
En 1830, quittant Paris, elle partit s'installer à Beauvais en compagnie de sa mère pour y enseigner la musique. 
En 1843 on les retrouve toutes deux à Belleville, vivant dans le plus grand dénuement, car Céleste-Thérèse n'avait plus d'élèves. Son acte de décès indique qu'elle était sans profession. Sa mère lui survécut deux ans.
On raconte qu'elle se serait servi de lettres de Jean-Sébastien Bach envoyées à son illustre parent François Couperin pour en recouvrir des pots de confiture. Cette légende tenace sans preuves autres qu'orales aurait pour origine une affirmation de la mère du chanteur Émile-Alexandre Taskin dont la famille était alliée aux Couperin.